# Thyroptera
Famille
Genre
Thyroptera est un genre de chauves-souris appelées en français Thyroptères, et aussi dit chauves-souris à ventouses.
Thyroptera est l'unique genre de la famille des Thyropteridae ; il ne compte que 5 espèces.

## Caractéristiques communes
Ces souris insectivores vivent dans les forêts pluviales d'Amérique centrale et du Sud.
Leur nom vient des ventouses qu'elles possèdent à la base du pouce et sous la cheville, semblables à celles des Myzopodidae. Grâce à ces ventouses, elles peuvent grimper sur des surfaces lisses et s'y maintenir ; elles peuvent ainsi nicher dans les jeunes feuilles de bananier et d'Heliconia.
Elles se distinguent également par leurs pouces de très petite taille, englobés par la membrane des ailes, ainsi que par leurs oreilles en forme d'entonnoir. Elles ont un pelage brun à noir et nichent en petits groupes, voire isolées.

## Liste d'espèces
Selon ITIS:
- Thyroptera discifera (Lichtenstein & Peters, 1855)
- Thyroptera tricolor Spix, 1823 - Thyroptère tricolore

Selon MSW:
- Thyroptera discifera
  - Thyroptera discifera abdita
  - Thyroptera discifera discifera
- Thyroptera lavali
- Thyroptera tricolor
  - Thyroptera tricolor albiventer
  - Thyroptera tricolor juquiaensis
  - Thyroptera tricolor tricolor